# Iris dichotoma
Iris dichotoma är en irisväxtart som beskrevs av Pall.. Iris dichotoma ingår i släktet irisar, och familjen irisväxter. Inga underarter finns listade i Catalogue of Life.